# Liste der Bodendenkmale in Balge
In der Liste der Bodendenkmale in Balge sind die Bodendenkmale der niedersächsischen Gemeinde Balge aufgeführt. Die Quelle ist der Denkmalatlas Niedersachsen. 

Balge im Landkreis Nienburg

Der Stand der Liste ist der 15. Januar 2025.

## Allgemein
In den Spalten finden sich folgende Informationen des Bodendenkmales:
| Lage         | geographische Koordinaten                                                           |
| Bezeichnung  | Bezeichnung lt. Denkmalatlas                                                        |
| Beschreibung | Beschreibung lt. Denkmalatlas                                                       |
| ID           | Objekt-ID                                                                           |
| Bild         | Bild, ggf. zusätzlich mit Link zu weiteren Fotos im Medienarchiv Wikimedia Commons. |

## Blenhorst
| Lage                       | Bezeichnung            | Beschreibung | ID       | Bild |
| -------------------------- | ---------------------- | --- | -------- | ---- |
| 52° 42′ 37″ N, 9° 8′ 45″ O | Blenhorst 6, Grabhügel | Durchmesser ca. 12 m und Höhe ca. 0,6 m, annähernd rund. Im nördlichen Bereich von altem Rodungswall überdeckt. Bereits in der preussischen Landesaufnahme von 1897 (Bl. 3220 Bücken) verzeichnet. | 36296673 | BW   |

### Blenhorst 8
- ID:39848781
- Grabhügelfeld.

| Lage                      | Bezeichnung  | Beschreibung | ID       | Bild |
| ------------------------- | ------------ | --- | -------- | ---- |
| 52° 43′ 7″ N, 9° 8′ 14″ O | Blenhorst 8  | Durchmesser ca. 15 m und Höhe ca. 1,5 m. Rundlich oval. Im Osten an Rodungswall angrenzend. Südwestteil leicht angegraben, Südost- und Ostseite durch tiefe Sandabgrabung gestört. Bereits in der preussischen Landesaufnahme von 1899 verzeichnet. | 36297318 | BW   |
| 52° 43′ 8″ N, 9° 8′ 13″ O | Blenhorst 38 | Durchmesser ca. 13 m und Höhe ca. 0,9 m, annähernd rund, steil geböscht. Bereits in der preussischen Landesaufnahme von 1899 verzeichnet. | 39848176 | BW   |
| 52° 43′ 7″ N, 9° 8′ 16″ O | Blenhorst 40 | Durchmesser ca. 16 m und Höhe ca. 1,2 m, annähernd rund, große Kuppenmulde; Durchmesser ca. 2,5 m und Höhe 0,6 m. | 39848227 | BW   |

## Bötenberg
| Lage                       | Bezeichnung             | Beschreibung | ID       | Bild |
| -------------------------- | ----------------------- | --- | -------- | ---- |
| 52° 41′ 3″ N, 9° 6′ 29″ O  | Bötenberg 14, Grabhügel | Durchmesser ca. 10 m und Höhe ca. 0,3 m, annähernd rund. Ränder laufen aus. Im Westen in einen Hang übergehend. Alter Baumwurf bereits fast vollständig zugewachsen. Oberfläche sehr unregelmäßig. | 49897052 | BW   |
| 52° 41′ 11″ N, 9° 7′ 3″ O  | Bötenberg 15, Grabhügel | Durchmesser ca. 14 m und Höhe ca. 0,4 m, annähernd rund. Ränder flachauslaufend. Kuppe abgeflacht, Oberfläche sehr unruhig durch viele kleine Mulden. Vereinzelnd Tierbaue.                        | 49897074 | BW   |
| 52° 42′ 14″ N, 9° 9′ 24″ O | Bötenberg 16, Grabhügel | Durchmesser ca. 10 m und Höhe ca. 0,6 m, annähernd rund. Ränder leicht abgesetzt, im Norden übergehend. Kuppe verflacht, Oberfläche weist viele Dellen auf.                                        | 49897207 | BW   |

## Buchhorst
| Lage                       | Bezeichnung            | Beschreibung                                                                                              | ID       | Bild |
| -------------------------- | ---------------------- | --- | -------- | ---- |
| 52° 42′ 31″ N, 9° 8′ 47″ O | Buchhorst 2, Grabhügel | Durchmesser ca. 12 m und Höhe ca. 0,6 m, annähernd rund. Annähernd rund. Durch mehrere Tiergänge gestört. | 36347085 | BW   |

### Buchhorst 1
- ID:48626726
- Grabhügelfeld.

| Lage                       | Bezeichnung | Beschreibung | ID       | Bild |
| -------------------------- | ----------- | --- | -------- | ---- |
| 52° 42′ 33″ N, 9° 8′ 58″ O | Buchhorst 1 | Durchmesser ca. 15 m und Höhe ca. 1 m, annähernd rund. Oberfläche durch Tiergänge und eine Eingrabung zerwühlt, Westrand durch Weg gestört. Bereits in der preussischen Landesaufnahme von 1897 verzeichnet. | 36346881 | BW   |
| 52° 42′ 33″ N, 9° 9′ 1″ O  | Buchhorst 3 | Durchmesser ca. 12 m und Höhe ca. 0,6 m, westliche Hälfte durch Graben stark gestört. Bereits in der preussischen Landesaufnahme von 1897 verzeichnet.                                                       | 36346955 | BW   |
| 52° 42′ 33″ N, 9° 9′ 3″ O  | Buchhorst 4 | Durchmesser ca. 12 m und Höhe ca. 1,2 m, annähernd rund. Schon 1893 durch Reimers erwähnt. | 36347023 | BW   |
| 52° 42′ 33″ N, 9° 9′ 5″ O  | Buchhorst 5 | Durchmesser ca. 20 m und Höhe ca. 1 m, oval rundlich. Großer alter Kopfstich an östlicher Hälfte. | 36347058 | BW   |

## Holzbalge
| Lage                       | Bezeichnung             | Beschreibung | ID       | Bild |
| -------------------------- | ----------------------- | --- | -------- | ---- |
| 52° 42′ 40″ N, 9° 8′ 54″ O | Holzbalge 1, Grabhügel  | Durchmesser ca. 20 m und Höhe ca. 1,3 m, annähernd rund. Kuppe verflacht und durch alten Kopfstich muldenförmig vertieft. Gut gewölbt und abgesetzt. Bereits 1893 von Reimers erwähnt. | 36297670 | BW   |
| 52° 42′ 46″ N, 9° 8′ 54″ O | Holzbalge 2, Grabhügel  | Ovaler Rest, Durchmesser ca. 8 m und unbekannte Höhe. Gestört und angegraben. Bereits 1893 durch Reimers erwähnt.                                                                      | 36297732 | BW   |
| 52° 42′ 47″ N, 9° 8′ 56″ O | Holzbalge 13, Grabhügel | Durchmesser ca. 10 m und Höhe ca. 0,5 m, annähernd rund. Rand abgesetzt, im Südosten auslaufend. Hügelkuppe leicht gewölbt, Oberfläche unruhig und weist viele kleine Dellen auf.      | 49897351 | BW   |

## Mehlbergen
| Lage                       | Bezeichnung              | Beschreibung | ID       | Bild |
| -------------------------- | ------------------------ | --- | -------- | ---- |
| 52° 41′ 9″ N, 9° 8′ 27″ O  | Mehlbergen 21, Grabhügel | Durchmesser ca. 25 m und Höhe ca. 1,5 m. Oval. Östlicher Hügelfuß zerpflügt. Am südlichen Hügelfuß und auf der Mitte größere Granitsteine. | 36691751 | BW   |
| 52° 41′ 11″ N, 9° 8′ 27″ O | Mehlbergen 22, Grabhügel | Durchmesser ca. 25 m und Höhe ca. 1,25 m, annähernd rund. Auf der Kuppe ist ein alter Suchschnitt erkennbar.                               | 36691902 | BW   |